# Гарсия, Джастин (футболист, 1995)
Джастин Джулиан Гарсия (англ. Justin Julian Garcia; род. 26 октября 1995, Тринидад и Тобаго) — тринидадский футболист, защитник.

## Карьера
Всю свою клубную карьеру проводит в ведущем клубе страны «Дефенс Форс», с которым он побеждал в чемпионате Тринидада и Тобаго. В августе 2025 года вместе со своими соотечественником Реоном Муром заключил контракт с вьетнамским клубом элитной V-лиги «Сонглам Нгеан».

### В сборной
За сборную страны Джастин Гарсия дебютировал 11 августа 2019 года в товарищеском поединке против Сент-Винсента и Гренадин. В 2021 году защитник вместе со своей национальной командой принял участие в Золотом кубке КОНКАКАФ в США. В 2025 году Гарсия во второй раз отправился на данный турнир, причем в заявку «воинов сока» он был включен в самый последний момент, заменив в ней травмированного Джосаю Триммингема. На турнире отметился забитым голом в матче группового этапа против Гаити (1:1).

## Достижения
- Чемпион Тринидада и Тобаго (3): 2019/20, 2023, 2024/25.